# Fragments of Freedom
Albums de Morcheeba
Big Calm
(1998) Charango
(2002)
Fragments of Freedom est le troisième album studio du groupe Morcheeba sorti le 1er août 2000.

## Listes des titres
| No  | Titre                                                                        | Durée |
| --- | ---------------------------------------------------------------------------- | ----- |
| 1.  | World Looking In                                                             | 4:07  |
| 2.  | Rome Wasn't Built in a Day                                                   | 3:35  |
| 3.  | Love Is Rare                                                                 | 4:04  |
| 4.  | Let It Go                                                                    | 4:45  |
| 5.  | A Well Deserved Break                                                        | 2:14  |
| 6.  | Love Sweet Love (avec Mr. Complex)                                           | 3:58  |
| 7.  | In the Hands of the Gods (avec Biz Markie)                                   | 1:42  |
| 8.  | Shallow End                                                                  | 3:53  |
| 9.  | Be Yourself                                                                  | 3:15  |
| 10. | Coming Down Gently                                                           | 4:20  |
| 11. | Good Girl Down (avec Bahamadia)                                              | 3:27  |
| 12. | Fragments of Freedom                                                         | 5:06  |
| 13. | Making of fragments of freedom (film) (Bonus sur la version spécial édition) | 10:44 |